# Aloha (månkrater)
Aloha är en liten nedslagskrater på månen. Den ligger till nordväst om bergskammen Montes Agricola, på Oceanus Procellarum. Den är lokaliserad nära den svaga avslutningen på det spår av material, som slungats ut vid nedslag, som korsar månhavet (eng. Lunar mare) från sydöst, med ursprung från kratern Glushko.
Den är uppkallad efter det hawaiianska kvinnonamnet Aloha.